# Уолтън и Слейвин, № 1
"Уолтън и Слейвин, № 1" (на английски: Walton and Slavin No. 1) е американски късометражен ням филм от 1894 година на режисьора Уилям Кенеди Диксън с участието на Джон Слейвин и Чарлз Уолтън, заснет в лабораториите на Томас Едисън в Ню Джърси като част от поредица заедно с други три филма (Уолтън и Слейвин, № 2, Уолтън и Слейвин, № 3 и Уолтън и Слейвин, № 4). Кадри от филма не са достигнали до наши дни и той се смята за изгубен.

## В ролите
- Джон Слейвин
- Чарлз Уолтън[2]